# Nedre Eiker
Nedre Eiker est une ancienne kommune de Norvège, située dans le comté de Buskerud.
Le village de Mjøndalen fait partie de la localité de Nedre Eiker.
Le 1er janvier 2020, elle a été rattachée à Drammen.